# 安七一
安七一（1958年7月—），山西晋城人，中华人民共和国政治人物，中国共产党党员。
历任西藏自治区团委城市青少工部部长，西藏阿里地委秘书长，中国藏学研究中心副总干事、办公室主任，中共中央统战部秘书长兼办公厅主任等职。现任全国工商联专职副主席，中国民间商会副会长。